# De Watermolen
De poldermolen De Watermolen is een in 1772 gebouwde windmolen aan de Watermolenweg 8, in Geldermalsen, in de Nederlandse provincie Gelderland. De molen heeft eigenlijk geen naam, maar wordt wel naar haar functie de watermolen genoemd.
De molen is een houten achtkante poldermolen op een gemetselde onderbouw van het type grondzeiler en is uitgerust met een scheprad dat en doorsnede heeft van 6,50 m en 40 cm breed is.
De wiekenvorm is Oudhollands. De binnenroede is 27,75 meter en de buitenroede 27,85 m. Het gevlucht wordt op de wind gezet met behulp van een kruihaspel.
De kap van de molen is voorzien van een zogenaamd Engels kruiwerk. De Vlaamse vang is voorzien van een vang- of wipstok.
De gietijzeren bovenas uit 1878 is gegoten door de De Prins van Oranje. De as wordt gesmeerd met reuzel. De kammen (tanden) op de wielen en de rondselstaven worden elk jaar met bijenwas behandeld.
De molen is gerestaureerd in 1915, 1970 en 1990. In 1915 zijn de wieken voorzien van ijzeren, geklonken potroeden, die in 1990 vervangen zijn door gelaste, stalen roeden.
De molen wordt nog gebruikt voor het malen van water.

## Overbrengingen
- De overbrengingsverhouding is 1 : 0,5.
- Het bovenwiel heeft 67 kammen en het bovenrondsel heeft 35 staven. De koningsspil draait hierdoor 1,91 keer sneller dan de bovenas. De steek, de afstand tussen de staven, is 15 cm.
- Het onderrondsel dat het waterwiel aandrijft heeft 26 staven.
- Het waterwiel heeft 99 kammen. Het waterwiel draait hierdoor 0,26 keer sneller dan de koningsspil en 0,5 keer sneller dan de bovenas. De steek is 17,6 cm.

### Eigenaren
- 1974 tot heden: Molenstichting Gelders Rivierengebied